# Wahlkreis Edinburgh East and Musselburgh (House of Commons)
Der Wahlkreis Edinburgh East and Musselburgh ist ein Wahlkreis (englisch constituency) für die Wahl eines Abgeordneten des britischen Unterhauses (House of Commons).

## Ergebnisse

### Parlamentswahl 1997
| Kandidaten           | Kandidaten       | Parteien                | Stimmen | %    |
| -------------------- | ---------------- | ----------------------- | ------- | ---- |
|                      | Gavin Strang     | Labour Party            | 22.564  | 53,6 |
|                      | Derrick White    | Scottish National Party | 8.034   | 19,1 |
|                      | Kenneth Ward     | Conservative Party      | 6.483   | 15,4 |
|                      | Callum MacKellar | Liberal Democrats       | 4.511   | 10,7 |
|                      | James Sibbet     | Referendum Party        | 526     | 1,2  |
| Gesamt               | Gesamt           | Gesamt                  | 42.118  | 100  |
|                      |                  |                         |         |      |
| Quelle: UK Parlament |                  |                         |         |      |

### Parlamentswahl 2001
| Kandidaten           | Kandidaten   | Parteien                 | Stimmen | %    |
| -------------------- | ------------ | ------------------------ | ------- | ---- |
|                      | Gavin Strang | Labour Party             | 18.124  | 52,6 |
|                      | Rob Munn     | Scottish National Party  | 5.956   | 17,3 |
|                      | Gary Peacock | Liberal Democrats        | 4.981   | 14,5 |
|                      | Peter Finnie | Conservative Party       | 3.906   | 11,3 |
|                      | Derek Durkin | Scottish Socialist Party | 1.487   | 4,3  |
| Gesamt               | Gesamt       | Gesamt                   | 34.454  | 100  |
|                      |              |                          |         |      |
| Quelle: UK Parlament |              |                          |         |      |

### Parlamentswahl 2024
| Kandidaten           | Kandidaten        | Parteien                | Stimmen | %    |
| -------------------- | ----------------- | ----------------------- | ------- | ---- |
|                      | Chris Murray      | Labour Party            | 18.790  | 41,2 |
|                      | Tommy Sheppard    | Scottish National Party | 15.075  | 33,1 |
|                      | Amanda Grimm      | Scottish Green Party    | 4.669   | 10,2 |
|                      | Marie-Clair Munro | Conservative Party      | 2.598   | 5,7  |
|                      | Derek Winton      | Reform UK               | 2.129   | 4,7  |
|                      | Charles Dundas    | Liberal Democrats       | 1.949   | 4,3  |
|                      | Jane Gould        | unabhängig              | 365     | 0,8  |
| Gesamt               | Gesamt            | Gesamt                  | 45.575  | 100  |
|                      |                   |                         |         |      |
| Ungültige Stimmen    | Ungültige Stimmen | Ungültige Stimmen       | 206     | 0,4  |
| Wähler               | Wähler            | Wähler                  | 45.781  | 60,1 |
| Wahlberechtigte      | Wahlberechtigte   | Wahlberechtigte         | 76.188  |      |
|                      |                   |                         |         |      |
| Quelle: UK Parlament |                   |                         |         |      |